# Ібаракі (Ібаракі)

36°17′13″ пн. ш. 140°25′29″ сх. д. / 36.28694° пн. ш. 140.42472° сх. д.
Ібара́кі (яп. 茨城町, いばらきまち, МФА: [ibaɾakʲi mat͡ɕi̥]) — містечко в Японії, в повіті Хіґасі-Ібаракі префектури Ібаракі. Станом на 1 жовтня 2007 площа містечка становила 121,64 км². Станом на 1 серпня 2008 населення містечка становило 34 870 осіб.

## Географія
Містечко розташоване в центрі префектури Ібаракі, на рівнині поблизу Тихого океану і практично обступає озеро Гінума, 30-те найбільше прісноводне водоймище Японії.

## Прилеглі муніципалітети
- Префектура Ібаракі
  - Міто
  - Омітама
  - Касама
  - Гокота
  - Оарай

## Історія
Села Наґаока, Каване, Каміноай і Ісідзакі було віднесено до округу Гіґасіібаракі, а село Нумасакі було віднесено до округу Касіма під час утворення системи муніципалітетів 1 квітня 1889 року. Наґаоці було надано статус міста 11 лютого 1955 року й об'єднано з Каване й Каміноай з утворенням міста Ібаракі того самого дня. Ібаракі приєднало сусіднє село Ісідзакі 5 березня 1958 року. Існували плани об'єднання з Міто 8 грудня 2007 року, але по виборах нового мера в квітні 2007 року ці плани було залишено.